# Okres Ústí nad Orlicí
 Okres Ústí nad Orlicí (deutsch Bezirk Wildenschwert) ist ein Bezirk in Pardubický kraj (Region Pardubitz, Tschechien) mit einer Fläche von 1258 km² und 138.250 Einwohnern (Stand 1. Januar 2023), die in 115 Gemeinden, davon zehn Städten, leben.
Die Industrie spielt hier eine wichtige Rolle und wird durch Elektrotechnik, Textil, Bekleidung, Maschinen und Einrichtungen vertreten. In der Region sind 19.000 Unternehmen registriert, davon etwa 2.000 Landwirte.

## Sehenswürdigkeiten
Zu den touristisch interessanten Gebieten gehören
- Ruine der Burg Lanšperk (Burg Landsberg), Burg Litice (Burg Lititz) und Burg Žampach (Burg Sandbach)
- historische Stadtkerne
- Unberührte Natur des Adlergebirges
- Naturreservat Glatzer Schneegebirge
- Schutzgebiete Orlice
- Naturparks Lanškrounské rybníky, Jeřáb u Červené Vody
- Aussichtstürme auf dem Andrlův chlum (559 m) bei Ústí nad Orlicí und Kozlovský kopec bei Česká Třebová.

Zum 1. Januar 2007 wechselten die Gemeinden Němčice, Sloupnice und Vlčkov zum Okres Svitavy. Hinzu kamen Leština, Nové Hrady, Řepníky, Stradouň, Vinary aus dem Okres Chrudim sowie Radhošť und Týnišťko aus dem Okres Pardubice.

## Städte und Gemeinden
Albrechtice – Anenská Studánka – Běstovice – Bošín – Brandýs nad Orlicí – Bučina – Bystřec – Cotkytle – Čenkovice – Červená Voda – Česká Rybná – Česká Třebová – České Heřmanice – České Libchavy – České Petrovice – Damníkov – Dlouhá Třebová – Dlouhoňovice – Dobříkov – Dolní Čermná – Dolní Dobrouč – Dolní Morava – Džbánov – Hejnice – Helvíkovice – Hnátnice – Horní Čermná – Horní Heřmanice – Horní Třešňovec – Hrádek – Hrušová – Choceň – Jablonné nad Orlicí – Jamné nad Orlicí – Javorník – Jehnědí – Kameničná – Klášterec nad Orlicí – Koldín – Kosořín – Králíky – Krasíkov – Kunvald – Lanškroun – Leština – Letohrad – Libecina – Libchavy – Lichkov – Líšnice – Lubník – Lukavice – Luková – Mistrovice – Mladkov – Mostek – Nasavrky – Nekoř – Nové Hrady – Orlické Podhůří – Orličky – Ostrov – Oucmanice – Pastviny – Petrovice – Písečná – Plchovice – Podlesí – Přívrat – Pustina – Radhošť – Rudoltice – Rybník – Řepníky – Řetová – Řetůvka – Sázava – Seč – Semanín – Skořenice – Slatina – Sobkovice – Sopotnice – Sruby – Stradouň – Strážná – Studené – Sudislav nad Orlicí – Sudslava – Svatý Jiří – Šedivec – Tatenice – Těchonín – Tisová – Trpík – Třebovice – Týnišťko – Újezd u Chocně – Ústí nad Orlicí – Velká Skrovnice – Verměřovice – Vinary – Voděrady – Vraclav – Vračovice-Orlov – Výprachtice – Vysoké Mýto – Zádolí – Záchlumí – Zálší – Zámrsk – Zářecká Lhota – Žamberk – Žampach – Žichlínek